# Xanthomyrtus ovata
Xanthomyrtus ovata là một loài thực vật có hoa trong Họ Đào kim nương. Loài này được A.J.Scott miêu tả khoa học đầu tiên năm 1979.